# Liste der Straßen, Plätze und Brücken in Hamburg-Veddel

Lage von Veddel in Hamburg und im Bezirk Hamburg-Mitte (hellrot)

Die Liste der Straßen, Plätze und Brücken in Hamburg-Veddel ist eine Übersicht der im Hamburger Stadtteil Veddel vorhandenen Straßen, Plätze und Brücken. Sie ist Teil der Liste der Verkehrsflächen in Hamburg.

## Überblick
Auf der Veddel (Ortsteilnummer 134) leben 4290 Einwohner (Stand: 31. Dezember 2023) auf 4,4 km². Die Veddel liegt in den Postleitzahlenbereichen 20539 und 21109.
Auf der Veddel gibt es 51 benannte Verkehrsflächen, darunter 10 Brücken, zwei Plätze und einen Park.

## Übersicht der Straßen
Die nachfolgende Tabelle gibt eine Übersicht über alle benannten Verkehrsflächen im Stadtteil sowie einige dazugehörige Informationen. Im Einzelnen sind dies:
- Name/Lage: aktuelle Bezeichnung der Straße. Über den Link (Lage) kann die Straße auf verschiedenen Kartendiensten angezeigt werden. Die Geoposition gibt dabei ungefähr die Mitte an. Bei längeren Straßen, die durch zwei oder mehr Stadtteile führen, kann es daher sein, dass die Koordinate in einem anderen Stadtteil liegt.
- Straßenschlüssel: amtlicher Straßenschlüssel, bestehend aus einem Buchstaben (Anfangsbuchstabe der Straße) und einer dreistelligen Nummer.
- Länge/Maße in Metern:
Hinweis: Die in der Übersicht enthaltenen Längenangaben sind nach mathematischen Regeln auf- oder abgerundete Übersichtswerte, die im Digitalen Atlas Nord[1] mit dem dortigen Maßstab ermittelt wurden. Sie dienen eher Vergleichszwecken und werden, sofern amtliche Werte bekannt sind, ausgetauscht und gesondert gekennzeichnet.
Bei Plätzen sind die Maße in der Form a × b bei rechteckigen Anlagen oder a × b × c bei dreiecksförmigen Anlagen mit a als längster Kante dargestellt.
Der Zusatz (im Stadtteil) gibt an, wie lang die Straße innerhalb des Stadtteils ist, sofern sie durch mehrere Stadtteile verläuft.
- Namensherkunft: Ursprung oder Bezug des Namens.
- Datum der Benennung: Jahr der offiziellen Benennung oder der Ersterwähnung eines Namens, bei Unsicherheiten auch die Angabe eines Zeitraums.
- Anmerkungen: Weitere Informationen bezüglich anliegender Institutionen, der Geschichte der Straße, historischer Bezeichnungen, Baudenkmale usw.
- Bild: Foto der Straße oder eines anliegenden Objektes.

| Name/Lage                           | Straßen- schlüssel | Länge/Maße (in Metern) | Namensherkunft | Datum der Benennung | Anmerkungen | Bild |
| ----------------------------------- | ------------------ | ---------------------- | --- | ------------------- | --- | --- |
| Am Bahndamm (Lage)                  | A188               | 0155 (im Stadtteil)    | nach der Lage an der Strecke Hamburg-Harburg                                                                           | 1887                | westlich der Bahngleise auf dem Kleinen Grasbrook | Am Bahndamm |
| Am Gleise (Lage)                    | A232               | 0615                   | nach der Lage an der Strecke Hamburg-Harburg                                                                           | 1929                | | Am Gleise |
| Am Zollhafen (Lage)                 | A368               | 0430                   | nach der Lage am Müggenburger Zollhafen                                                                                | 1910                | | Am Zollhafen |
| BallinPark (Lage)                   | B898               | 215x185x125            | nach seiner Lage am Auswanderermuseum BallinStadt                                                                      | 2007                | | BallinPark |
| Beesenlandbrücke (Lage)             | –                  | 0060                   | nach einer Flurbezeichnung                                                                                             | 1914                | stillgelegte Eisenbahnbrücke über den Peutekanal | Beesenlandbrücke |
| Castellonstieg (Lage)               | C                  | 0070                   | Gregorio del Jesus Castellon Lazarte (1931–2010)                                                                       | 2023                | Der Namensgeber war ein chilenischer Minenarbeiter und Gewerkschaftsführer, der für bessere Arbeitsbedingungen und Rechte der Arbeiter in den Salpeterminen kämpfte. Die Straße hieß seit 1929 Slomanstieg. | Slomanstieg |
| Drevesweg (Lage)                    | D190               | 0050                   | nach einer Familie Dreves, die bereits im 18. Jahrhundert auf der Veddel ansässig war                                  | 1929                | | Drevesweg |
| Dritte Hovebrücke (Lage)            | –                  | 0145                   | nach seiner Lage im Verlauf der Hovestraße                                                                             | 1914                | überquert den östlichen Teil des Hovekanals; nur für den Bahnverkehr | Dritte Hovebrücke |
| Einsiedeldeich (Lage)               | E100               | 0210                   | nach den Herren von Einsiedel, bis 1736 Besitzer des Gutes Veddel                                                      | 1910                | | Einsiedeldeich |
| Erste Peuter Brücke (Lage)          | –                  | 0075                   | in Anlehnung an die Peutestraße                                                                                        | 1914                | verläuft im Zuge der Peutestraße über den Peutekanal | Erste Peuter Brücke |
| Georgswerder Bogen (Lage)           | G062               | 1450                   | nach dem Verlauf der Straße an der Grenze zu Georgswerder                                                              | 1949                | nur nördlich angrenzende Grundstücke mit den Hausnummern 9–19 auf der Veddel, ansonsten in Wilhelmsburg, insbesondere die komplette Straßenfläche                                                           | Georgswerder Bogen |
| Georgswerder Damm (Lage)            | G063               | 0535                   | nach der Insel Georgswerder                                                                                            | 1910                | | Georgswerder Damm |
| Harburger Chaussee (Lage)           | H126               | 0175 (im Stadtteil)    | nach dem Zielort Harburg                                                                                               | 1852                | westlicher Teil hinter der Bahnunterführung auf dem Kleinen Grasbrook, im weiteren Verlauf in Wilhelmsburg                                                                                                  | Harburger Chaussee, zur Veddel gehörender Teil; im Hintergrund der S-Bahnhof Veddel, jenseits der Brücke beginnt Wilhelmsburg |
| Hovestieg (Lage)                    | H650               | 0225                   | in Anlehnung an die Hovestraße                                                                                         | 1948                | | Hovestieg |
| Hovestraße (Lage)                   | H651               | 2065                   | nach dem ehemaligen Staatspachthof „Kalte Hove“                                                                        | 1929                | | Hovestraße |
| Immanuelplatz (Lage)                | I057               | 0205                   | nach der dort befindlichen Immanuelkirche                                                                              | 1927                | trotz des Namens kein Platz, sondern eine Straße | Immanuelplatz |
| Immanuelstieg (Lage)                | I058               | 0070                   | nach der dort befindlichen Immanuelkirche                                                                              | 1927                | | Immanuelstieg |
| Katenweide (Lage)                   | K097               | 0070                   | nach einem Flurnamen                                                                                                   | 1925                | | Katenweide |
| Marktkanalbrücke (Lage)             | –                  | 0060                   | nach der Lage | 1911                | führte im Zuge der Peutestraße über den Marktkanal. Inzwischen wurde die Brücke entfernt und durch einen Damm ersetzt.                                                                                      | Marktkanalbrücke |
| Meckelburgsweg (Lage)               | M106               | 0060                   | J. A. P. Meckelburg (1799–1885), Brauereibesitzer, wurde durch eine Stiftung zum Unterstützer der Armen auf der Veddel | 1929                | | Meckelburgsweg |
| Moorkanalbrücke (Lage)              | –                  | 0070                   | nach der Lage | 1914                | überquert im Zuge der Hovestraße den Moorkanal | Moorkanalbrücke |
| Müggenburger Hauptdeich (Lage)      | M361               | 1460                   | nach dem Flurnamen Müggenburg                                                                                          | 1970                | Nach den Pachthöfen Peuter Müggenburg und Veddeler Müggenburg | Müggenburger Hauptdeich |
| Müggenburger Straße (Lage)          | M310               | 1010                   | nach dem Flurnamen Müggenburg                                                                                          | 1914                | | Müggenburger Straße |
| Müggenburger Zollhafenbrücke (Lage) | –                  | 0340                   | nach dem Flurnamen Müggenburg                                                                                          | 1906/07             | Teilstück der A 255 über den östlichen Teil des Müggenburger Zollkanals | Müggenburger Zollkanalbrücke                                                                                                  |
| Neue Elbbrücke (Lage)               | N224               | 0180 (im Stadtteil)    | nach dem Verlauf über die Norderelbe                                                                                   | 1960                | Teil der Bundesstraßen 4 und 75, nördlicher Teil ab Brückenmitte in der HafenCity | Neue Elbbrücke, Blick aus Richtung Süden                                                                                      |
| Neuhäuser Damm (Lage)               | N070               | 0320                   | nach dem Wilhelmsburger Vorwerk „Neuhaus“                                                                              | 1929                | | Neuhäuser Damm |
| Obergeorgswerder Hauptdeich (Lage)  | O184               | 00190 (im Stadtteil)   | nach dem früheren Ortsteil von Wilhelmsburg                                                                            | 1907                | südlicher Teil ab der A 1 in Wilhelmsburg | Obergeorgswerder Hauptdeich                                                                                                   |
| Oberwerder Damm (Lage)              | O014               | 0505                   | nach der früher in Wilhelmsburg gelegenen Ortschaft                                                                    | 1910                | | Oberwerder Damm |
| Packerstieg (Lage)                  | P005               | 0070                   | nach einem Flurnamen                                                                                                   | 1927                | Verbindungsweg zwischen der Beesenland- und der Reginenortbrücke (beide stillgelegt), öffentlich nicht zugänglich.                                                                                          | |
| Packersweide (Lage)                 | P006               | 0865                   | nach einem Flurnamen                                                                                                   | 1925                | | Packersweide |
| Passierzettel (Lage)                | P040               | 0155                   | nach dem gleichnamigen Ausweis, den man zum Betreten des Freihafens benötigte                                          | 1929                | | Passierzettel |
| Peuter Elbdeich (Lage)              | P088               | 0920                   | nach der Lage auf der Peute, einem ehemaligen adligen Lehnsgut                                                         | 1914                | | Peuter Elbdeich |
| Peutestraße (Lage)                  | P089               | 3015                   | nach der Lage auf der Peute                                                                                            | 1887                | | Peutestraße |
| Prielstraße (Lage)                  | P200               | 0140                   | nach dem Veddeler Schleusenpriel                                                                                       | 1901                | | Prielstraße |
| Reginenortbrücke (Lage)             | –                  | 0085                   | nach einer Flurbezeichnung                                                                                             | 1914                | stillgelegte Eisenbahnbrücke über den Müggenburger Kanal | Reginenortbrücke |
| Sieldeich (Lage)                    | S433               | 0380                   | nach dem Siel zum Schutz des Marschgebietes vor dem Elbwasser                                                          | 1894/1929           | | Sieldeich |
| Slomanstraße (Lage)                 | S464               | 0385                   | Robert M. Sloman (1812–1900), Reeder                                                                                   | 1929                | | Slomanstraße |
| Tunnelstraße (Lage)                 | S181               | 0225 (im Stadtteil)    | nach seiner Bestimmung unter den Bahngleisen als Zugangsstraße zum Kleinen Grasbrook                                   | 1887/1958           | überwiegend auf der Veddel, kurzer westlicher Teil hinter der Bahnunterführung auf dem Kleinen Grasbrook | Tunnelstraße |
| Uffelnsweg (Lage)                   | U007               | 0210                   | nach den vormaligen Grundbesitzern, der niederländischen Familie van Uffeln                                            | 1929                | | Uffelnsweg |
| Veddeler Bogen (Lage)               | V008               | 0150 (im Stadtteil)    | nach dem Verlauf der Straße im Stadtteil                                                                               | 1955                | überwiegend auf der Veddel, kurz vor der Einmündung in den Georgswerder Bogen nach Wilhelmsburg übergehend                                                                                                  | Veddeler Bogen |
| Veddeler Brückenstraße (Lage)       | V009               | 1050                   | führt zur Norderelbbrücke                                                                                              | 1887/1951           | | Veddeler Brückenstraße |
| Veddeler Damm (Lage)                | V010               | 0150 (im Stadtteil)    | nach der Lage im Stadtteil                                                                                             | 1929                | westlicher Teil hinter der Bahnunterführung auf dem Kleinen Grasbrook | Veddeler Damm |
| Veddeler Elbdeich (Lage)            | V011               | 0095                   | nach seiner Lage im Stadtteil zum Schutz gegen die Elbe                                                                | 1897                | | Veddeler Elbdeich |
| Veddeler Marktplatz (Lage)          | V012               | 195x140                | ehemaliges Zentrum der Veddel                                                                                          | 1887                | | Veddeler Marktplatz (Westseite)                                                                                               |
| Veddeler Stieg (Lage)               | V013               | 0060                   | nach seinem Verlauf im Stadtteil                                                                                       | 1948                | | Veddeler Stieg |
| Veddeler Straße (Lage)              | V138               | 0215 (im Stadtteil)    | nach seinem Verlauf im Stadtteil                                                                                       | 1988                | südlicher Teil ab S-Bahnhof Veddel und dem Auswanderermuseum in Wilhelmsburg | Veddeler Straße, zur Veddel gehörender Teil                                                                                   |
| Warlimontweg (Lage)                 | W071               | 0170                   | Felix Warlimont (1879–1950), ehemaliger Leiter der Norddeutschen Affinerie                                             | 1959                | | Warlimontweg |
| Wilhelmsburger Brücke (Lage)        | W483               | 0045                   | in Anlehnung an den Wilhelmsburger Platz und die Wilhelmsburger Straße                                                 | 1907                | verläuft im Zuge der Veddeler Straße über den Müggenburger Zollhafen | Wilhelmsburger Brücke |
| Wilhelmsburger Platz (Lage)         | S463               | 75x45                  | nach dem Stadtteil Wilhelmsburg                                                                                        | 1929                | | Wilhelmsburger Platz |
| Wilhelmsburger Straße (Lage)        | W281               | 0540 (im Stadtteil)    | nach dem Stadtteil Wilhelmsburg                                                                                        | 1907/1929           | | Wilhelmsburger Straße |
| Zweite Peuter Brücke (Lage)         | –                  | 0075                   | nach der Lage | 1914                | führt im Zuge der Hovestraße über den Peutekanal | Zweite Peuter Brücke |

## Ehemalige Verkehrsflächen
Obwohl sie noch im aktuellen Hamburger Straßen- und Gebietsverzeichnis geführt werden, existieren die Achterweide (ehemalige Lage) und die Achterweidenbrücke (ehemalige Lage) nicht mehr.